# Oda (muzyka)
Oda – forma muzyczna wokalno-instrumentalna zbliżona do kantaty i występująca od 1650 zwłaszcza w muzyce angielskiej. Wcześniej pojawiła się w frottolach Ottaviana Petrucciego jako pieśń strofkowa utrzymana w heptametrze jambicznym.
Przykładami ód są „Oda na dzień św. Cecylii” Henry’ego Purcella, „Oda do radości” z IX symfonii Ludwiga van Beethovena oraz „Welcome, vicegerent of the mighty King”, którą Purcell napisał mając 11 lat.